# Decolonizarea Africii

Țările africane în ordinea independenței

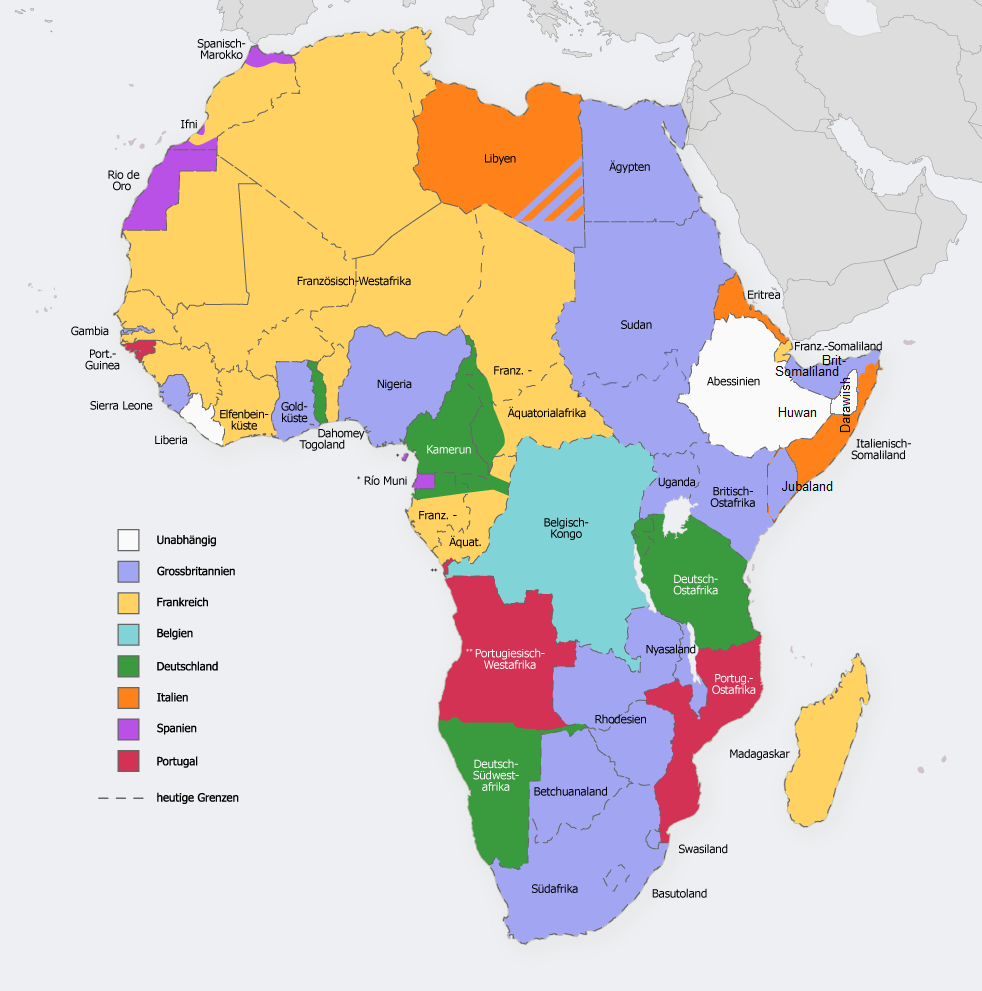
Africa în jurul anului 1913

Decolonizarea Africii a urmat după cel de-Al Doilea Război Mondial, când oamenii din colonii au început să ceară independența, iar puterile coloniale și-au retras administrația din Africa.

## Context
În timpul luptei pentru Africa de la finalul secolului al XIX-lea, puterile vest-europene au împărțit Africa și resursele pe care le avea în partiții politice la Conferința de la Berlin din 1884-85. Până în 1905, aproape tot controlul pământului african a fost revendicat de guvernele din Europa de Vest, cu singurele excepții fiind Liberia (care a fost colonizată de către foștii sclavi afro-americani) și Etiopia (care a rezistat cu succes colonizării de către Italia). Marea Britanie și Franța au avut cele mai mari colonii, dar Germania, Spania, Italia, Belgia și Portugalia, de asemenea, au avut colonii. Ca urmare a colonialismului și imperialismului, majoritatea continentului african și-a pierdut suveranitatea și controlul resurselor naturale, cum ar fi: aurul și cauciucul. În urma conceptului cunoscut sub numele de Povara omului alb (White Man's Burden), unii europeni care au beneficiat de pe urma colonizării, au simțit că a fost nevoie de colonizare pentru a-i civiliza pe africani.

## Legături externe
- Africa: 50 years of independence Arhivat în 3 martie 2016, la Wayback Machine. Radio France Internationale in English
- "Winds of Change or Hot Air? Decolonization and the Salt Water Test" Arhivat în 11 decembrie 2012, la Archive.is Legal Frontiers International Law Blog